# 조지프 스토리
조지프 스토리 (1779년 9월 18일 – 1845년 9월 10일)는 1812년부터 1845년까지 미국의 연방 대법원 대법관으로 재직했던 미국의 변호사, 법학자, 정치인이었다. 그는 마틴 대 헌터의 임차인 사건과 아미스타드 선상반란, 그리고 특히 1833년에 처음 출판된 그의 미국 헌법 주해서로 가장 잘 알려져 있다. 19세기에 이 분야를 지배했던 이 저작은 초기 미국 법리학의 초석이 된다. 이 저작은 미국 헌법의 조항에 대한 두 번째 종합적인 법률 논문이며, 미국 공화국의 형성 및 초기 법률 정의 투쟁에 대한 중요한 역사적 정보원으로 남아 있다.
스토리는 잭슨 민주주의에 반대했는데, 1830년대에 대중의 다수가 소수의 부유층의 재산권을 제한하고 침해하기 시작했을 때, 이는 공화주의 정부에 의한 재산권 "억압"이라고 말했다. R. 켄트 뉴마이어는 스토리를 민주주의적 정치 위에 서서 알렉산더 해밀턴과 존 마셜의 공화주의, 그리고 대니얼 웹스터를 포함한 1820년대와 1830년대 뉴잉글랜드 휘그당에 따라 법을 형성하려 했던 "구 공화국의 정치인"으로 묘사한다. 역사가들은 일반적으로 스토리가 마셜이나 다른 어떤 사람만큼이나, 또는 그보다 더 많이 재산권을 보호하는 보수적인 방향으로 미국 법을 재편했다고 동의한다.

## 초기 생애
스토리는 마블헤드 (매사추세츠주)에서 태어났다. 그의 아버지 엘리샤 스토리 박사는 1773년 보스턴 차 사건에 참여했던 자유의 아들들의 일원이었다. 스토리 박사는 미국 독립 전쟁 중 보스턴에서 마블헤드로 이주했다. 그의 첫 부인인 루스(본명 러덕)가 사망하자, 스토리는 1778년 11월에 전쟁 중에 재산을 잃은 부유한 해상 상인의 19세 딸인 메히타블 페드릭과 재혼했다. 조지프는 이 두 번째 결혼에서 태어난 열한 명의 자녀 중 첫째였다. (스토리는 또한 첫 결혼에서 일곱 자녀를 두었다.)
어린 시절 조지프는 1794년 가을까지 마블헤드 아카데미에서 공부했으며, 그곳에서 나중에 컬럼비아 대학교의 총장이 된 교사 윌리엄 해리스에게 가르침을 받았다. 마블헤드에서 그는 동급생을 꾸짖었고 해리스는 그를 학교 앞에서 때려 벌했다. 그의 아버지는 즉시 그를 학교에서 자퇴시켰다. 스토리는 1795년 1월 하버드 대학교에 입학했으며, 학생 주도의 문학 비평지인 아델피에 가입하고 파이 베타 카파 학회에 입회했다.
대학 졸업 후, 스토리는 법률을 공부하여 새뮤얼 시월과 새뮤얼 퍼트넘 밑에서 법을 익혔고 1801년 7월에 변호사 자격을 취득했다. 스토리는 세일럼에서 변호사 활동을 했다. 민주공화당원인 스토리는 1805년부터 1807년까지 매사추세츠주 하원에서 봉사했다. 1807년부터 1809년까지 그는 에식스군 (매사추세츠주)의 주 검사로 재직했다. 1808년, 그는 제이콥 크라운인실드의 사망으로 인한 공석을 채우기 위해 미국 하원에 선출되었다. 그는 1808년 5월 23일부터 1809년 3월 3일까지 부분 임기를 수행했다. 그는 정식 임기 후보가 아니었으며, 변호사 활동을 재개했다. 1811년, 스토리는 주 하원으로 돌아왔고, 하원 의장으로 선출되었다.
스토리의 아내 메리 린드 피치 올리버는 결혼 직후이자 아버지 사망 두 달 후인 1805년 6월에 사망했다. 1808년 8월, 그는 보스턴의 윌리엄 웨트모어 판사의 딸인 사라 왈도 웨트모어와 결혼했다. 그들은 일곱 자녀를 두었지만, 메리와 윌리엄 웨트모어 스토리 단 두 명만이 성인으로 생존했다. 그들의 아들은 유명한 시인이자 조각가가 되었고(그의 아버지 흉상은 하버드 로스쿨 도서관에 설치되었다), 『조지프 스토리의 삶과 편지』(2권, 보스턴 및 런던, 1851년)를 출판했다. 윌리엄 웨트모어 스토리의 전기인 윌리엄 웨트모어 스토리와 그의 친구들은 소설가 헨리 제임스가 썼다.
오랜 워싱턴 언론인 벤저민 펄리 푸어는 당시 대법원 전체가 유쾌함으로 유명했지만, 유머의 선두 주자는 스토리였다고 썼다. 스토리는 "모든 사람은 매일 최소 한 시간은 웃어야 한다고 주장했으며, 자신도 유머러스한 일화들을 많이 알고 있었다"고 한다.
스토리는 1810년 미국 예술 과학 아카데미 회원으로 선출되었고, 1814년에는 미국 고대 유물 협회 회원으로 선출되었다. 그는 나중에 1831년부터 1845년까지 그 협회의 부회장을 역임했다. 1844년, 그는 미국철학학회 회원으로 선출되었다.

## 대법원

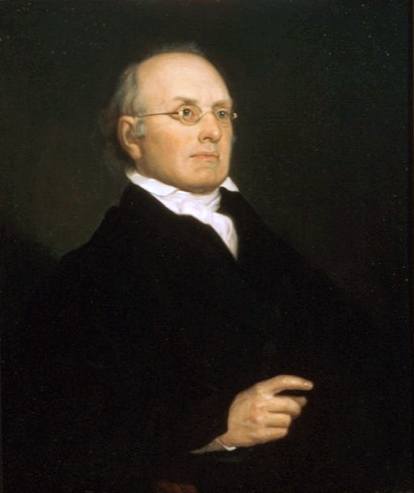
조지 피터 알렉산더 힐리의 스토리 초상화

1811년 11월 15일, 스토리는 제임스 매디슨 대통령에 의해 14개월 전에 사망한 윌리엄 쿠싱의 후임으로 미국의 연방 대법원 대법관으로 지명되었다. 지명 당시 32년 58일세였던 그는 미국 연방 대법원에 지명된 사람 중 가장 젊은 사람이 되었다(그리고 2024년 기준 현재까지도 그렇다). 매디슨은 이전에 존 퀸시 애덤스를 쿠싱의 후임으로 지명했었다. 애덤스는 미국 상원의 인준을 받았으나, 근무를 거부했다. 1811년 11월 18일, 스토리는 상원의 인준을 받았고, 1812년 2월 3일에 취임 선서를 했다.
마틴 대 헌터의 임차인 사건 (1816)에서 스토리의 의견은 스토리가 그 문제를 명시적으로 다루기도 전에 심오하게 중요했다. 스토리가 미국 공화국을 구성한 방식은 그의 철학을 심오하게 보여준다. 스토리는 "미국 헌법은 주들의 주권적인 자격에 의해서가 아니라, 헌법 서문이 선언하듯이, '미합중국의 국민'에 의해 강력히 제정되고 확립되었다"고 언급했다.
이 사건의 명목상 쟁점인 대법원이 주에 대한 상소 관할권을 가지고 있는지 여부에 대해 스토리는 법원이 그러한 관할권을 가져야 한다고 주장했다. 지방 법원에 대한 국가적 감독이 없으면 법은 불일치해질 수 있었다. 이러한 불일치한 법에 대한 두려움은 법적 과학에 대한 스토리의 신념의 일부였으며, 이 경우 법의 통일성에 대한 신념으로 나타났다. 통일성이 없으면 각 주가 자체적인 특이성을 발전시킬 수 있었고, 그러한 지방주의는 국가 공화국을 목표로 한 스토리의 의도에 어긋났다. 스토리는 헌법이 "국토의 최고법"이며 "모든 주의 판사들은 이에 구속되어야 한다"고 주장하는 것을 인용했다.
이 사건은 스토리의 법원 재임 기간 중 심오한 변화를 상징하게 되었다. 처음에는 마셜의 가장 영향력 있는 동맹이었던 스토리는 마셜 법원에서 판사들 간의 거의 만장일치에 가까운 합의로 인한 성공을 누렸다. 대법원장이 사망하고 잭슨 시대가 도래하자, 스토리는 처음으로 법원 내에서 다른 판사들과 보조를 맞추지 못하는 것처럼 보였다. 법원은 워런 교량에 유리하게 4대 2로 판결하여, 청원인들의 헌장이 그들에게 독점적인 권리를 부여한다는 주장을 기각했다. 소수 의견을 작성한 스토리는 "나는 옛 법에 따른다"고 언급했다.
스토리의 의견 중 가장 당혹스러운 것 중 하나는 프리그 대 펜실베이니아 주 사건이었는데, 그는 1842년에 다수 의견을 작성했다. 스토리는 도망 노예를 송환하려는 사람들에게 절차적 요건을 부과하는 펜실베이니아 개인 자유법의 합헌성을 고려해야 했다. 스토리는 노예제를 혐오했음에도 불구하고 남부 판사들과 편을 들어 펜실베이니아 법이 위헌이라고 선언했다. 이는 스토리의 반노예제 철학과 특히 어울리지 않는 것처럼 보인다. 왜냐하면 문제의 노예 사냥꾼 에드워드 프리그에게 납치된 개인 중 한 명은 사실 노예가 전혀 아니었기 때문이다. 그러나 결과가 전적으로 남부에 유리하게 보였음에도 불구하고, 본문과 시대적 배경을 통해 보다 정확한 평가를 얻을 수 있다. 전자에 관하여 스토리는 도망 노예 문제가 미국 헌법 제4조 제2항에서 다루어졌다고 주장했다. 노예제는 언급되지 않았지만, 스토리는 이 조항이 남부 노예 소유주를 위해 도망 노예를 확보하기 위한 것임이 너무나 분명하다고 결론지었다. 그는 이어서 "권리와 소유권에 대한 완전한 인정은 모든 노예주 주에서 이러한 종류의 재산을 보호하는 데 필수적이었으며, 실제로 그들의 국내 이익과 제도를 보존하는 데 너무나 중요하여, 그것이 없었다면 연방이 형성될 수 없었을 근본적인 조항을 구성했다는 것을 의심할 여지가 없다"고 언급했다. 스토리의 노예 소유주 권리에 대한 명백한 지지는 이 관점에서 해석되어야 한다: 즉, 판사는 이것이 헌법에 필수적인 거래였다고 느꼈다는 것이다. 따라서 스토리는 제헌 회의에서 체결된 합의를 존중할 의무가 있었다. 추가적인 통찰은 당대 남부인들의 정치 활동에서 얻을 수 있다. H. 로버트 베이커는 "스토리는 강력한 연방을 가장 잘 지지한다고 믿는 길을 선택했으며, 노예 소유주가 자신들의 재산이라고 주장하는 사람들에 대한 자연권을 거부했다. 그의 반향을 일으킨 의견은 남부의 헌법적 주장에 대해 노예 소유주의 권리를 보호하는 방식으로 답변했지만, 그들이 원하는 조건은 아니었다"고 언급했다.
로저 토니와의 투쟁에 여전히 얽매여 있었지만, 스토리는 스위프트 대 타이슨 사건에서 마지막 위대한 승리를 거두었다. 1842년 이 사건은 뉴욕의 사업가가 메인 주의 토지와 교환하여 발행한 어음, 즉 지급 약속에 관한 것이었다. 그러나 어음을 받은 자이러스 키스와 나다니엘 노턴은 문제의 토지를 소유하고 있지 않았다. 사건의 핵심 쟁점은 1789년 사법부법 제34조에 집중되었는데, 이 조항은 법원이 사건에 적용될 경우 주 법령을 권위 있는 규칙으로 사용해야 한다고 규정하고 있었다. 항상 국수주의자였던 스토리는 연방 관습법이 훨씬 더 바람직한 대안이라고 생각하여 주 법령을 권위 있는 것으로 사용하는 것을 오랫동안 경멸해 왔다. 간단히 말해, 스토리는 지방 의회 대신 판사, 특히 연방 판사의 손에 더 많은 권력을 부여하기를 열망했다. 스토리는 만장일치 다수 의견을 작성하면서 사기성 어음을 기각했지만, 이는 연방 관습법의 발전보다 덜 중요하게 남아 있다. 앞서 언급했듯이, 1789년 연방 사법부법 제34조는 법원이 지방 주 법령에 구속된다고 규정하고 있었다. 스토리는 연방 관습법을 확립하기를 오랫동안 열망했지만, 그 목적을 위해 충분한 지지를 얻을 수 없었다. 스위프트 사건에서 그는 마침내 장벽을 허물기에 충분한 지지를 모았다. 그는 "[사법부법 제34조]는 그 진정한 의도와 해석에 따라 앞서 언급한 특성을 가진 지역 법령 및 지역 관습에 엄격히 제한되며, 상업적 성격의 계약 및 기타 문서에는 적용되지 않는다"고 언급했다. 이리 철도 대 톰프킨스 판결에서 스위프트의 최종 기각은 미국 민사 소송에서 전환점이 되었다.
1829년, 그는 세일럼에서 케임브리지로 이주하여 하버드 대학교의 첫 데인 법학 교수가 되었다. 그는 교사로서 놀라운 성공을 거두었고, 재직 중인 대법원 판사로부터 배우는 특권을 누렸던 학생들의 애정을 얻었다. 그는 다작 작가로서 많은 평론과 잡지 기사를 출판하고, 공개 행사에서 연설하며, 대서양 양쪽에서 높은 평가를 받은 법률 서적을 출판했다. 이 시기 스토리의 저작 중 가장 중요한 것 중 하나는 그의 헌법 주해서이다. 주해서는 세 부분으로 나뉘는데, 첫 두 부분은 연방과 혁명의 식민지적 기원에 관한 것이고, 마지막 부분은 헌법의 기원에 관한 것이다. 스토리의 주해서는 그의 이념을 요약하고 설명한다. 그의 주해서에서 스토리는 특히 주권 개념을 공격한다. 법원에서의 시간이 거의 끝나갈 무렵에도 스토리는 연방의 안녕에 대해 계속 관심을 가졌다. 그의 헌법 안내서는 주보다는 국민의 주권을 강조했으며, 연방을 불안정하게 만들 수 있다고 스토리가 느꼈던 요소, 즉 남부의 주권 옹호자들을 광범위하게 공격했다. 스토리의 주해서는 스토리의 철학 대부분을 요약하고, 스토리가 재판 업무 외 활동을 통해 주권보다 국민 주권을 계속해서 육성하려 했음을 보여준다.
많은 법학자들은 미국 법에서 배상액 감액의 발전을 스토리의 1822년 Blunt 대 Little 사건(스토리가 매사추세츠 지방 법원에 재판관으로 재직 중이던 사건)에서의 결정에 기인한다고 본다. 배상액 감액은 배심원단이 민사 소송에서 손해배상액을 과도하게 산정했을 때 재판관이 이를 줄일 수 있는 절차적 장치이다. 배상액 감액은 이미 영국 법에 알려져 있었지만, 스토리는 피고의 주도로 과도한 손해배상액을 이유로 이 절차를 허용한 최초의 인물이었다. 이전에는 원고만이 배심원단의 판결에서 법적 오류(법적으로 허용된 것보다 더 많은 손해배상액을 인정한 경우)를 수정하기 위해 사용되었으며, 이러한 오류는 항소심에서 판결이 뒤집힐 수 있었다. 스토리의 혁신은 미국 법에 엄청난 영향을 미쳤으며, 연방 법원과 주 법원 전체에서 받아들여졌다.

## 의의

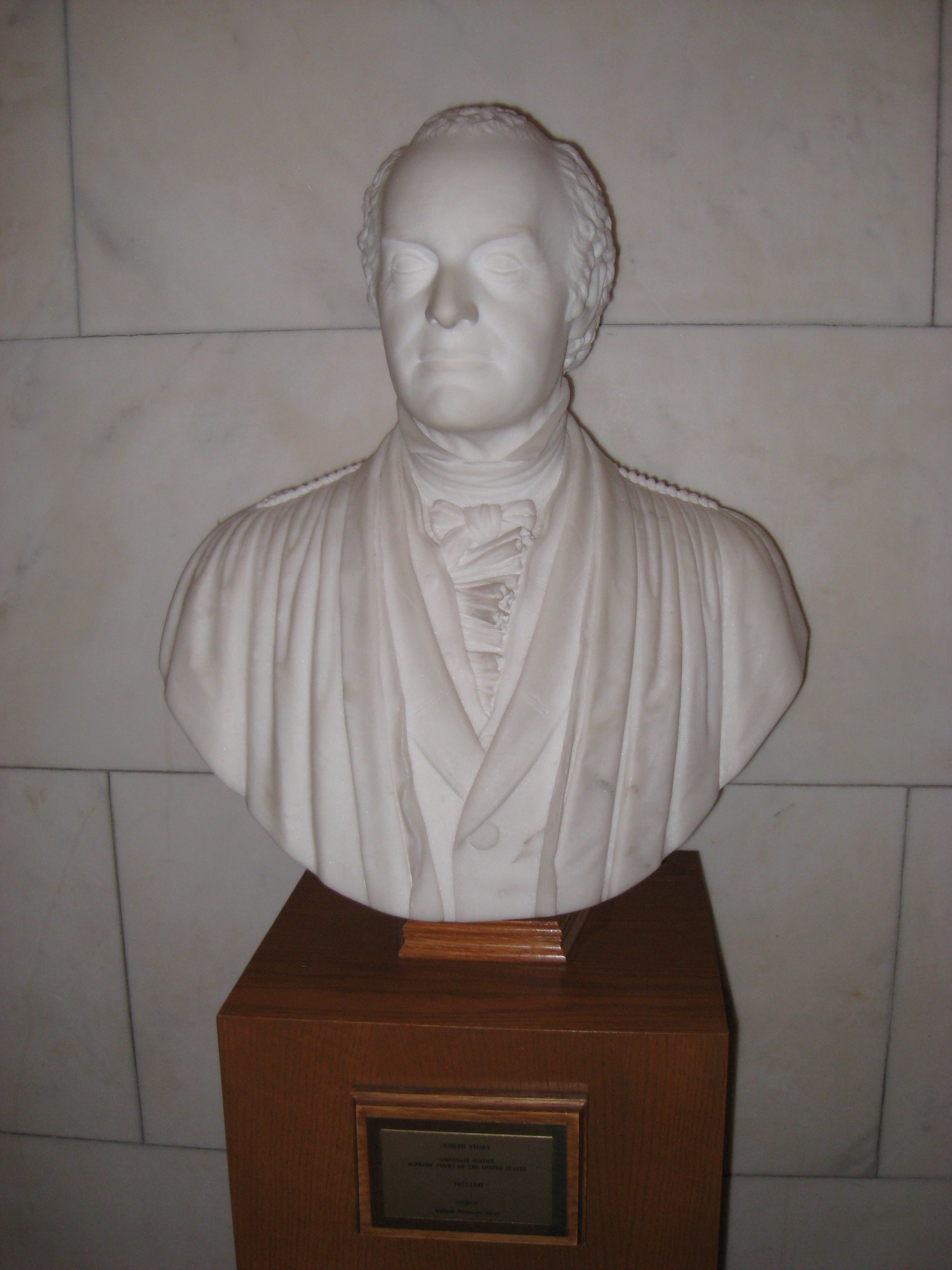
윌리엄 웨트모어 스토리가 조각한 조지프 스토리의 흉상, 현재 미국 연방 대법원 건물에 전시되어 있다

조지프 스토리 대법관은 초기 미국 헌법 역사에서 가장 중요한 인물 중 한 명이다. 마셜 법원의 많은 판사들 중 대법원장 자신만이 스토리보다 더 많은 판결을 썼다. 스토리가 대법원에 재직한 33년 동안, 그는 마셜의 동맹에서 옛 시대의 마지막 인물로 전환될 것이었다. 스토리 대법관은 마셜 법원과 토니 법원에서 재직하는 동안 법률 과학의 개념을 옹호했다. 그는 법률의 적절한 적용을 통해 연방이 더욱 강해질 수 있다고 믿었으며, 특히 적절한 적용은 적용의 통일성을 필요로 한다고 보았다. 결과적으로, 연방의 통제와 사법 심사는 더 중앙집권적인 연방을 형성하는 중요한 도구였다. 스토리는 여러 면에서 뉴잉글랜드의 산물이었지만, 그의 주요 목표는 강력한 연방을 만드는 것이었다. 결과적으로 프리그 사건과 같은 그의 여러 의견들은 흑인의 생명과 자유를 희생하여 연방을 보호하려는 노력이었다. 스토리 대법관의 법학은 경제적 중앙집권화와 사법 심사를 통한 국가주의의 중요성을 강조했다. 잭슨 시대의 도래와 함께 그의 법학의 여러 측면이 소수가 되었지만, 그는 프리그와 스위프트와 같은 사건들을 통해 헌법적 대화를 계속해서 이끌어 나갔다.

## 저작물
조지프 스토리 대법관은 19세기 전반기 미국의 가장 성공적인 작가 중 한 명이었다. "1844년 9월 18일, 그가 65세가 되었을 때, 그는 자신의 책 인세로 연간 1만 달러를 벌었다. 이 시점에, 그의 부대법관으로서의 급여는 4,500달러였다."
그의 출판물 중에는 다음이 있다:
- 보관법 주해서 (1832년) -- 1846년 인쇄본 링크.
- 미국 헌법 주해서: 제1권, 미국 헌법 주해서: 제2권 및 미국 헌법 주해서: 제3권 (3권, 1833년), 이 주제에 대한 표준 논문으로 여전히 깊이 있는 학문적 저작이다. 스토리는 같은 해 1권 요약본을 출판했다.
- 헌법 교과서: 미국 헌법에 대한 간략한 해설 (1834년) -- 스토리는 1840년에 미국 헌법에 대한 친숙한 해설이라는 제목으로 확장판을 출판했다.
- 법률 충돌 주해서 (1834년), 많은 이들이 그의 가장 중요한 저작으로 간주한다. 1841년 제2판은 개정, 수정 및 대폭 증보되었다.
- 형평법 주해서 (2권, 1835–1836년) -- 제1권 1846년 인쇄본; 제2권 1866년 인쇄본 - 아이작 F. 레드필드 개정.
- 형평 소송 (1838년)
- 대리법 (1839년) -- 1851년 인쇄본 링크.
- 조합법 (1841년) -- 1846년 출판된 제2판 링크.
- 환어음법 (1843년) -- 1847년 출판된 제2판 링크.
- 약속어음법 (1845년) -- 1851년 인쇄본 링크.
- 미국 헌법에 대한 친숙한 해설 (1847년).

그는 또한 여러 표준 법률 서적을 편집했다. 그의 잡문집은 1835년에 처음 출판되었고, 1851년에 증보판이 나왔다.
그의 아들 윌리엄 웨트모어 스토리가 편집한 『조지프 스토리의 삶과 편지』(1851)는 제1권과 제2권 두 권으로 출판되었다.
스토리는 『아메리카나 백과사전』에 사형을 포함한 기사(전체 또는 더 큰 기사의 일부)를 기고했다.
윌리엄 웨트모어 스토리는 『조지프 스토리의 삶과 편지』 제2권에 조지프 스토리가 『아메리카나 백과사전』에 쓴 기사들을 나열했다. 보통법, 미국 의회, 정복, 계약, 범죄 구성 요건, 영국 및 미국 법원, 형사법 (스토리의 기여는 "이전 기사에. ..."부터 시작), 사형, 거주지, 형평법, 증거, 배심원단, 유치권, 법, 입법 및 법전 (스토리의 기여는 581쪽부터 시작), 자연법, 국제법, 전리품, 그리고 고리대금. 스토리는 공동 저자일 때 편집자들에 의해 "저명한 미국 법학자"로 식별되기도 한다. 예를 들어 법, 입법 및 법전 기사를 참조하라.

### 판결
아미스타드 사건. 미국 대법원 판례집, 미국 대 스쿠너 아미스타드, 40 U.S. (15 Pet.) 518 (1841).
갤리슨 보고서. 제1회 순회법원 미국 순회법원 판례 보고서 제2판. 추가 노트 및 참고 자료 포함. 존 갤리슨. 2권. 보스턴, 1845년. 제1권 제2권
메이슨 보고서. 1816년부터 1830년까지 제1회 순회법원 미국 순회법원 판례 보고서. 윌리엄 P. 메이슨. 5권. 보스턴, 1819–31년. 제5권
섬너 보고서. 제1회 순회법원 미국 순회법원에서 논의되고 결정된 판례 보고서. 찰스 섬너. 3권. 보스턴, 1836–40년.
스토리 보고서. 제1회 순회법원 미국 순회법원에서 논의되고 결정된 판례 보고서. W. W. 스토리. 3권. 보스턴, 1842–47년 제3권
"이 책들은 스토리 대법관이 순회법원에서 내린 모든 판결을 담고 있다. 이 판결들은 특히 형평법과 해사법 문제와 관련되어 있으며, 실제적인 가치가 매우 크다."

## 사망과 유산

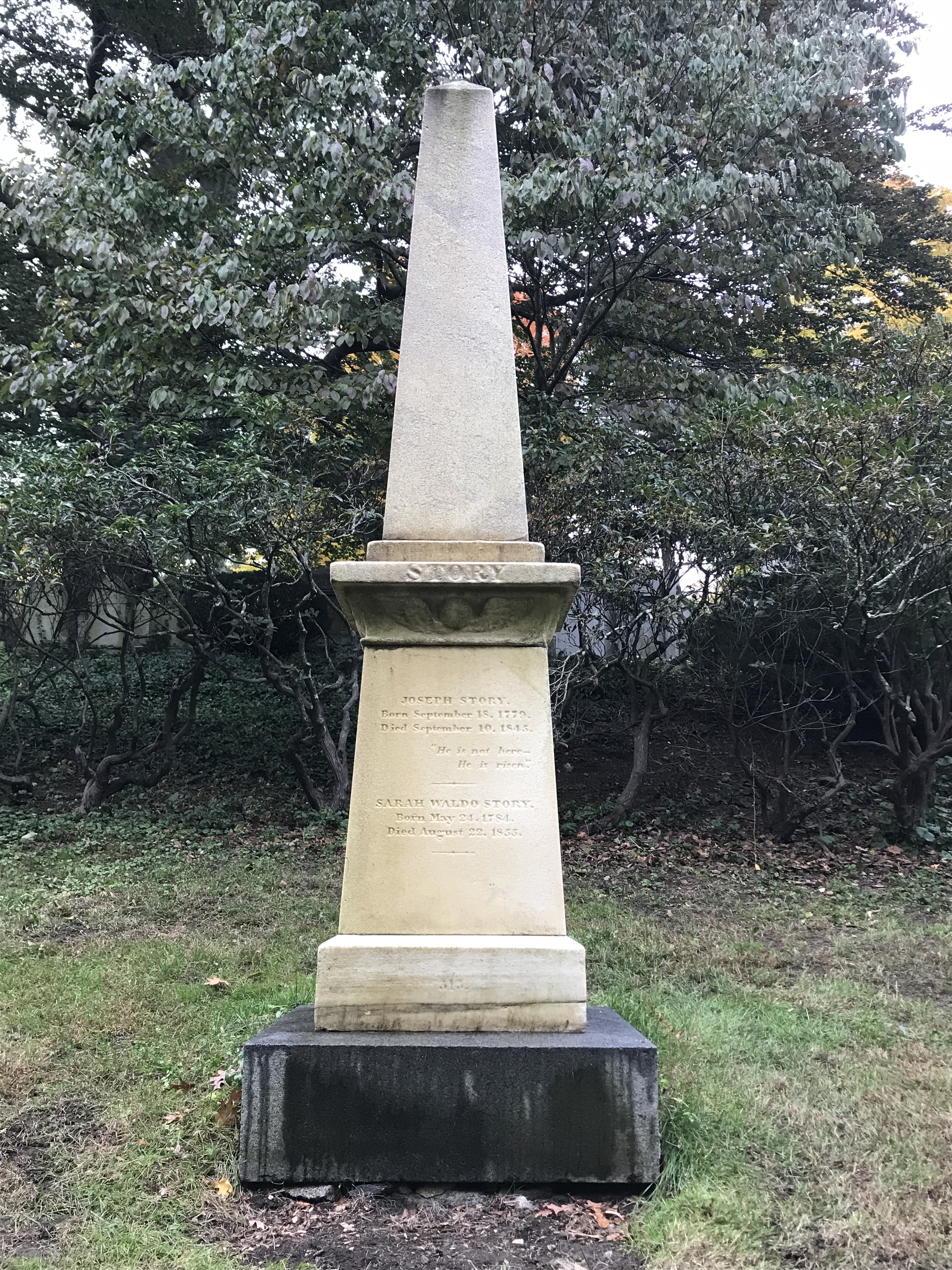
스토리의 묘비

조지프 스토리 대법관은 1831년 마운트 오번 공동묘지 헌정식에서 연설했는데, 이는 다음 수십 년 동안 수십 개의 후속 연설의 모델이 되었다. 또한 이는 "농촌 공동묘지" 운동을 촉발하고, 그 운동을 공화국 발전과 연결하는 데 기여했다. 스토리는 농촌 공동묘지가 법의 질서 있고 잘 규제된 공화국에 기여하는 방식을 강조했다.
1845년 사망 후, 그는 그곳에 "미국의 저명한 정치, 문학, 종교, 군사 지도자들과 함께" 묻혔다. 그의 묘비는 그의 아들 윌리엄 웨트모어 스토리가 제작한 묘비 조각상으로 표시되어 있다.
그는 스토리군 (아이오와주)의 이름 유래이다.

## 같이 보기
- 미국의 연방 대법원 대법관 목록
- 미국 헌법 참고 문헌
- 미국 연방 판사의 재직 기간별 목록

## 내용주
1. ↑  David Brion Davis, Antebellum American culture (1997), pp. 14–15
2. ↑  Newmyer, p. 4
3. ↑  Presser, p. 526
4. ↑  Dunne, p. 32
5. ↑  Newmyer, pp. 7–8
6. ↑  Friedman, p. 254
7. ↑  Newmyer, p. 21
8. ↑  Dunne, p. 23
9. ↑  Newmyer, p. 27
10. ↑  Spencer, Mark G., 편집. (2015년 2월 26일). 《The Bloomsbury Encyclopedia of the American Enlightenment》 1. New York, NY: Bloomsbury Academic. 1003–1004쪽. ISBN 978-1-4742-4980-5 – 구글 도서 경유.
11. 1 2 3 4 5  Bennett, Charles G. (1913). 《A Biographical Congressional Directory, 1774-1911》. Washington, DC: U.S. Government Printing Office. 1031쪽  – 구글 도서 경유.
12. ↑  《Municipal History of Essex County in Massachusetts》. Lewis Historical Publishing Company. 1922. 845쪽. 2023년 8월 7일에 확인함.
13. ↑  푸어, 벤. 펄리, 펄리의 국가 수도에서의 60년 회상록, Vol. 1, p. 295 (1886).
14. ↑  “Book of Members, 1780–2010: Chapter S” (PDF). American Academy of Arts and Sciences. 2018년 10월 5일에 원본 문서 (PDF)에서 보존된 문서. 2016년 9월 8일에 확인함.
15. ↑  “Member List S”. 《American Antiquarian Society》. 2017년 8월 2일에 원본 문서에서 보존된 문서. 2017년 9월 10일에 확인함.
16. ↑  Dunbar, B. (1987). Members and Officers of the American Antiquarian Society. Worcester: American Antiquarian Society.
17. ↑  “APS Member History”. 《search.amphilsoc.org》. 2021년 4월 12일에 원본 문서에서 보존된 문서. 2021년 4월 12일에 확인함.
18. ↑  Bialick, Kristen; Gramlich, John (2017년 2월 8일). “Younger Supreme Court appointees stay on the bench longer, but there are plenty of exceptions”. Washington, D.C.: Pew Research Center. 2022년 4월 1일에 확인함.
19. ↑  McMillion, Barry J. (2022년 3월 8일). “Supreme Court Nominations, 1789 to 2020: Actions by the Senate, the Judiciary Committee, and the President” (PDF). Washington, D.C.: Congressional Research Service. 2022년 4월 1일에 확인함.
20. ↑  Martin v. Hunter's Lessee, 14 U.S. 304, 324 (1816).
21. ↑  Martin v. Hunter's Lessee, 14 U.S. 304 (1816) 341.
22. ↑  Proprietors of the Charles River Bridge v. Proprietors of Warren Bridge, 36 U.S. 402 (1837) 598.
23. ↑  Prigg v. Pennsylvania, 41 U.S. 539 (1842) 35.
24. ↑  H. Robert Baker, "A Better Story in Prigg v. Pennsylvania?," Journal of Supreme Court History Vol. 39 (2014) 186.
25. ↑  Swift v. Tyson, 41 U.S. 1, 19 (1842).
26. ↑  Erie Railroad Co. v. Tompkins, 304 U.S. 64 (1938).
27. 1 2  R. Kent Newmeyer, Supreme Court Justice Joseph Story: Statesman of the Old Republic (Chapel Hill: University of North Carolina Press, 1985)
28. ↑  Thomas, Suja (2003). 《Re-Examining the Constitutionality of Remittitur Under the Seventh Amendment》 (PDF). 《Ohio State Law Journal》 64. 731–816쪽. 2021년 8월 27일에 원본 문서 (PDF)에서 보존된 문서. 2021년 8월 27일에 확인함.
29. ↑  Kadane, Joseph (2014). 《Mr. Justice Story Invents American Remittiturs: "The Very Limits of the Law"》 (PDF). 《British Journal of American Legal Studies》 3. 313–334쪽. 2021년 8월 27일에 원본 문서 (PDF)에서 보존된 문서. 2021년 8월 27일에 확인함.
30. ↑  Snyder, Brad (1999–2000). 《Protecting the Media from Excessive Damages: The Ninteenth-Century Origins of Remittitur and Its Modern Application in Food Lion》. 《Vermont Law Review》 24. 299쪽. 2021년 8월 27일에 원본 문서에서 보존된 문서. 2021년 11월 9일에 확인함.
31. ↑  Finkelman, Paul (2018). 《Supreme Injustice: Slavery in the Nation's Highest Court》. Harvard University Press. ISBN 9780674051218.
32. ↑  유로프스키, 멜빈 (1994). 대법원 판사들: 전기 사전. 뉴욕: 갈랜드 출판사.
33. ↑  Rotunda & Nowak "Introduction" to Story's Commentaries on the Constitution of the United States, p. xxiv, Reprint Edition, Carolina Academic Press, 1987.
34. ↑  스토리, 『삶과 편지』, 제2권, 27–28쪽, 보스턴, 1851년.
35. ↑  스토리, 『삶과 편지』, 제2권, 665쪽, 보스턴, 1851년.
36. ↑  Alfred L. Brophy, "이 위대하고 아름다운 죽은 자들의 공화국": 공공 헌법주의와 남북 전쟁 이전의 묘지 보관됨 5월 3, 2021 - 웨이백 머신
37. ↑  Christensen, George A., Here Lies the Supreme Court: Revisited, Journal of Supreme Court History, Volume 33 Issue 1, Pages 17 – 41 (February 19, 2008), 앨라배마 대학교.
38. ↑  “History of Story County”. 《Story County, IA Official Website》. 2020년 11월 28일에 원본 문서에서 보존된 문서. 2020년 11월 17일에 확인함.

## 더 읽어보기
- Story, William (2001). 《조지프 스토리의 삶과 편지》. 뉴저지: 더 로북 익스체인지. ISBN 1584770716.
- Abraham, Henry J. (1992). 《판사들과 대통령들: 대법원 임명의 정치사》 3판. 뉴욕: 옥스퍼드 대학교 출판부. ISBN 0-19-506557-3.
- Chisholm, Hugh, 편집. (1911). 〈스토리, 조지프〉. 《브리태니커 백과사전》 11판. 케임브리지 대학교 출판부.
- Cushman, Clare (2001). 《대법원 판사들: 삽화 전기, 1789–1995》 2판. (대법원 역사 학회, 콩그레셔널 쿼털리 북스). ISBN 1-56802-126-7.
- Finkelman, Paul (2018). 《최고의 불의: 국가 최고 법원의 노예제》. 하버드 대학교 출판부. ISBN 9780674051218. 평론
- Hall, Kermit L., 편집. (1992). 《미국 대법원 옥스퍼드 동반서》. 뉴욕: 옥스퍼드 대학교 출판부. ISBN 0-19-505835-6.
- Martin, Fenton S.; Goehlert, Robert U. (1990). 《미국 대법원: 참고 문헌》. 워싱턴 D.C.: 콩그레셔널 쿼털리 북스. ISBN 0-87187-554-3.
- McClellan, James (1971). 《조지프 스토리와 미국 헌법; 정치 및 법률 사상 연구, 선정된 저술 포함》. 오클라호마 대학교 출판부. ISBN 0806122900.
- Urofsky, Melvin I. (1994). 《대법원 판사들: 전기 사전》. 뉴욕: 갈랜드 출판사. 590쪽. ISBN 0-8153-1176-1.